# Hiéroglyphe égyptien F18

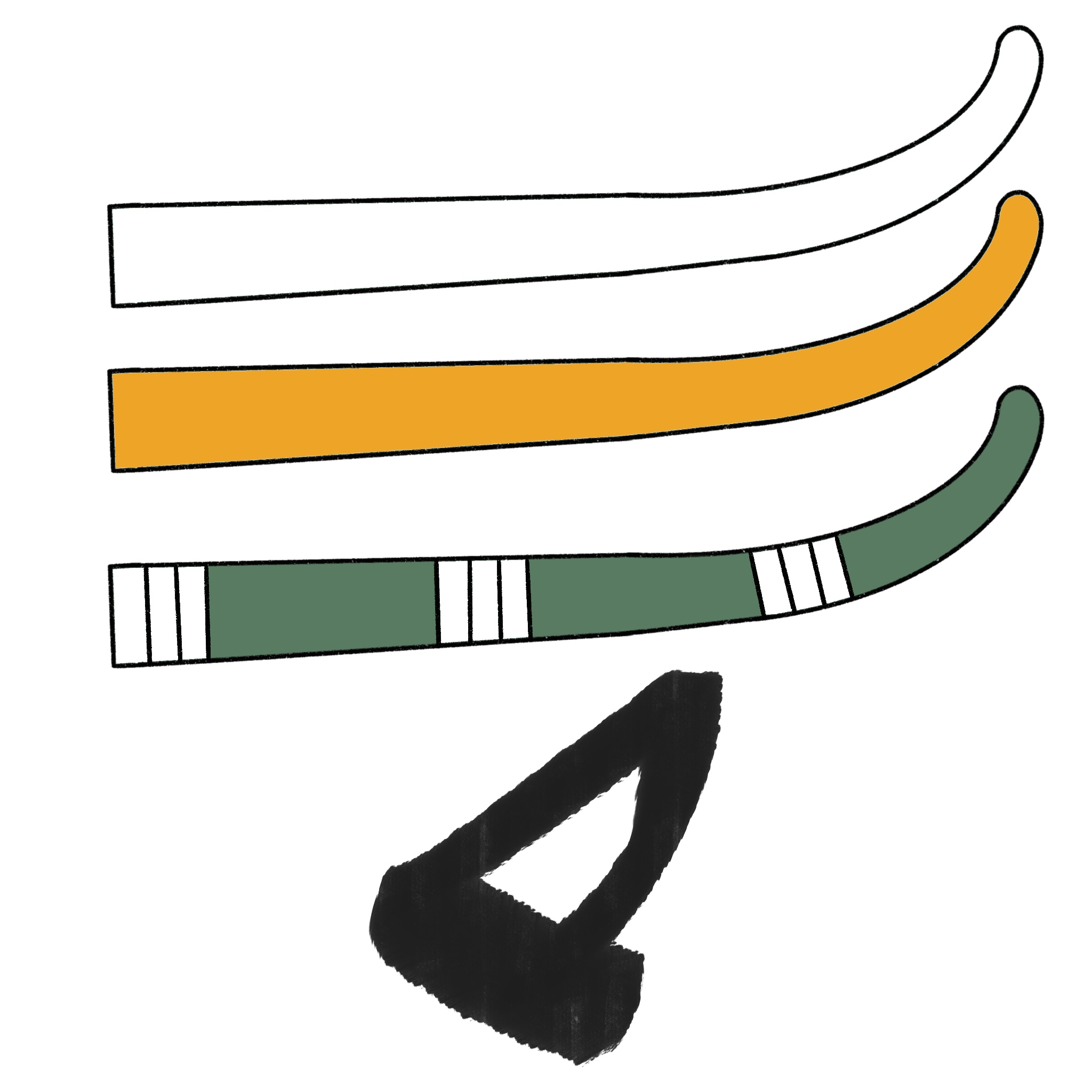
Version hiératique et hiéroglyphique

La défense d'éléphant, en hiéroglyphes égyptiens, est classifiée dans la section F « Parties de mammifères » de la liste de Gardiner ; cet hiéroglyphe y est noté F18.

## Représentation
Il représente une défense d'éléphant (Loxodonta). Originellement blanc ou jaune il peut aussi être vert et parfois entouré de cordelettes de transport. Il est translittéré jbḥ, bḥ ou ḥ. 

## Utilisation
| i | b | H | F18 · Z1 |

| i | b | H | F18 · Z1 |

| F18 · Z1 |

| F18 · Z1 |

| F18 · Z1 |

| F18 · Z1 |

d'où découle son utilisation en tant que phonogramme bilitère ou complément phonétique de valeur bḥ.
| H | w | F18 · Z2 |

| H | w | F18 · Z2 |

| H | w | F18 · Y1 | A40 |

| H | w | F18 · Y1 | A40 |

| F18 · Y1 |

| F18 · Y1 |

| b | i | W10 · F18 | t | A2 |

| b | i | W10 · F18 | t | A2 |

Comme vu plus tôt c'est un déterminatif du champ lexical de la dent et des actions qui lui sont liées.
| b | i | N42 · F18 |

| b | i | N42 · F18 |

| b | i | W10 · t | F18 · Z1 |

| b | i | W10 · t | F18 · Z1 |

| b | i | W10 · t | F18 · Z1 |

| b | i | W10 · t | F18 · Z1 |

## Exemples de mots
| n · G21 | H | D&t | F18 |

| n · G21 | H | D&t | F18 |

| p · z | H | F18 | A2 |

| p · z | H | F18 | A2 |

| F18 · z | E3 |

| F18 · z | E3 |